# Synagogue Beth-Yaacov de Genève
La synagogue Beth-Yaacov de Genève, connue initialement sous le nom de « Grande synagogue de Genève », est située au n°7 de la place de la Synagogue. Elle est édifiée entre 1857 et 1859 par l'architecte zurichois de confession protestante Johann Heinrich Bachofen.
Première synagogue construite dans la cité, elle est aussi la première synagogue — aux traits bien distinctifs — construite en Suisse. Elle est classée monument historique depuis 1989.

## Genèse d'un projet

### Choix d'un emplacement
En 1849, les anciennes fortifications de Genève sont démolies et laissent la place à la projection de nouveaux quartiers. Le 18 mai 1853, le canton de Genève octroie à titre gratuit un terrain d'environ 720 m2 se trouvant sur l'ancien bastion de Hollande. Cependant, quelques semaines plus tard, le Conseil d'État se ravise, préférant attendre que les projets urbanistiques — y compris les voies de communication — soient terminés. Il faut attendre quatre ans pour qu'un emplacement définitif soit arrêté, sur une place donnant sur le nouveau boulevard Georges-Favon. Le 23 mai 1857, le Grand Conseil entérine ce choix et autorise, par la promulgation d'une loi, la construction de la synagogue,.

### Esquisses architecturales
Dès 1853, l'architecte Johann Heinrich Bachofen conçoit un projet dans un style assez classique, qui s'inspire largement de la synagogue de Dresde, à savoir : un plan massé, des tours d'angle sommées de coupoles, une tour octogonale à la croisée, et des arcatures aveugles. La forme cubique de l'édifice laisse sous-entendre que la communauté israélite, dans ses premières intentions, s'oriente plutôt vers la construction d'une synagogue de rite traditionnel, à savoir que la bimah (estrade du ministre officiant) est placée en position centrale et les bancs disposés longitudinalement en deux moitiés se faisant face, disposition visible à cette époque dans les synagogues de Paris, Marseille ou Cologne. Cela étant, il ne s'agit encore que d'une ébauche qui ne satisfait pas totalement l'architecte. À l'intérieur de la synagogue, il y a deux étages, celui du bas pour les hommes et celui du haut pour les femmes.
Pour Bachofen, il s'agit surtout de créer un style dont Genève détiendrait l'original. Comme la Suisse ne possède pas de synagogues aux signes bien distinctifs, il entreprend un voyage qui le conduit notamment en Allemagne, où il découvre un art néo-mauresque dont il va s'imprégner. Il reproduit ainsi la façade de la Synagogue de Heindeheim (de),  construite en 1854 par Eduard Bürklein (de). Cependant, Bachofen emprunte aussi d'autres influences, italiennes en l'occurrence. Il prévoit ainsi d'accentuer le relief des coupoles par des nervures et de doter la maçonnerie de la synagogue d'une bichromie de bandes peintes. Quant à l'imposant dôme central qui vient coiffer l'édifice, il fait référence à un style beaucoup plus oriental.

### Projet définitif

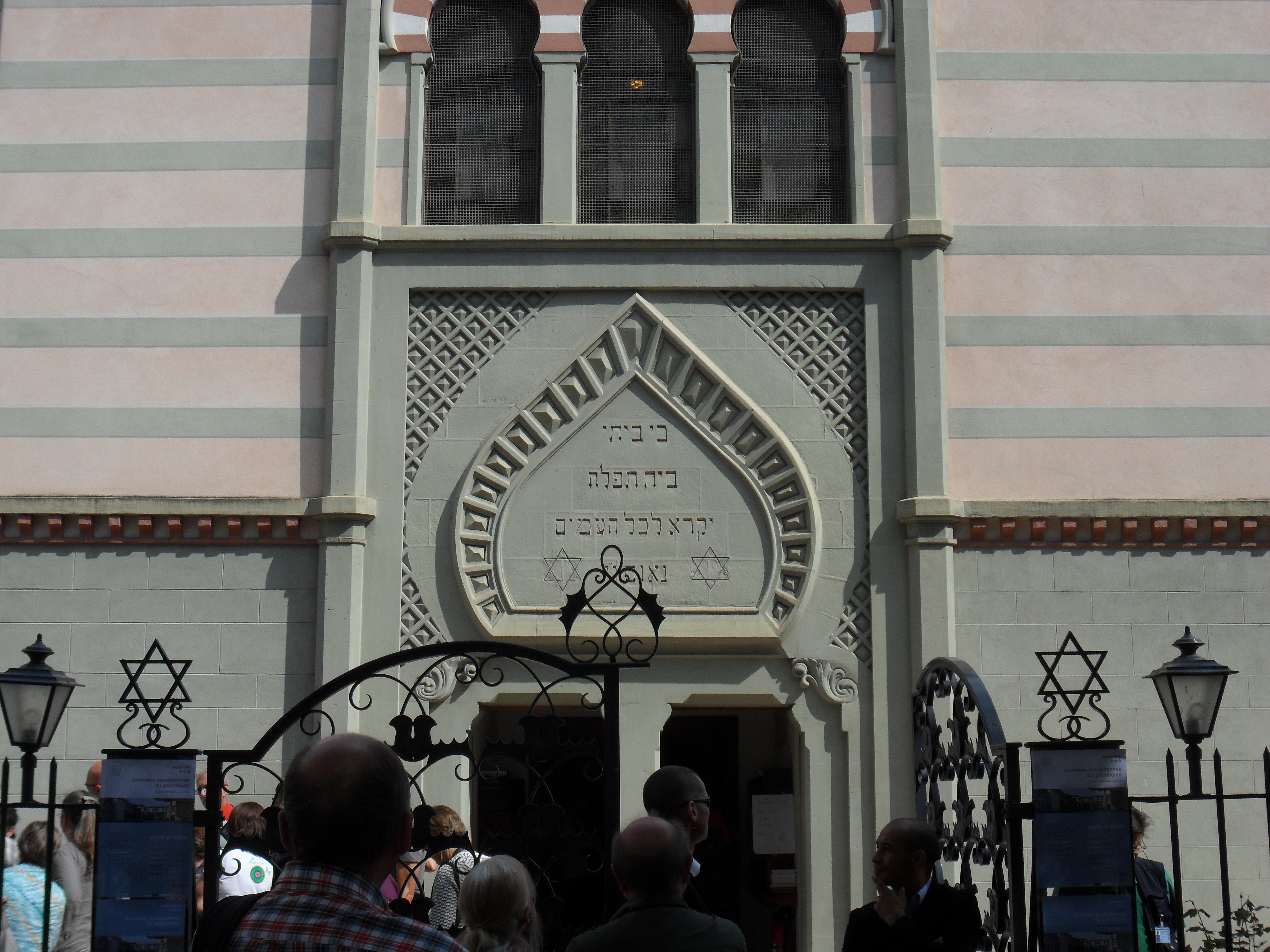
Porche de la synagogue

En 1857, lorsque Bachofen soumet les nouveaux plans au Conseil d'État, des variations de style sont déjà perceptibles par rapport au projet initial mais elles n'ont aucune incidence sur le volume architectural. C'est en février 1858 que l'architecte propose deux modifications importantes, à savoir l'adjonction d'un porche faisant office d'entrée principale et d'un hémicycle, sur la partie arrière de l'édifice. Cette nouvelle projection confère à l'édifice une orientation qui l'assimile aux temples chrétiens à plan centré, ce qui est assez rare dans un concept synagogal. La présence de l'abside, avec sa forme semi-circulaire, si caractéristique des églises romanes, vient du reste accentuer cette association d'idées.

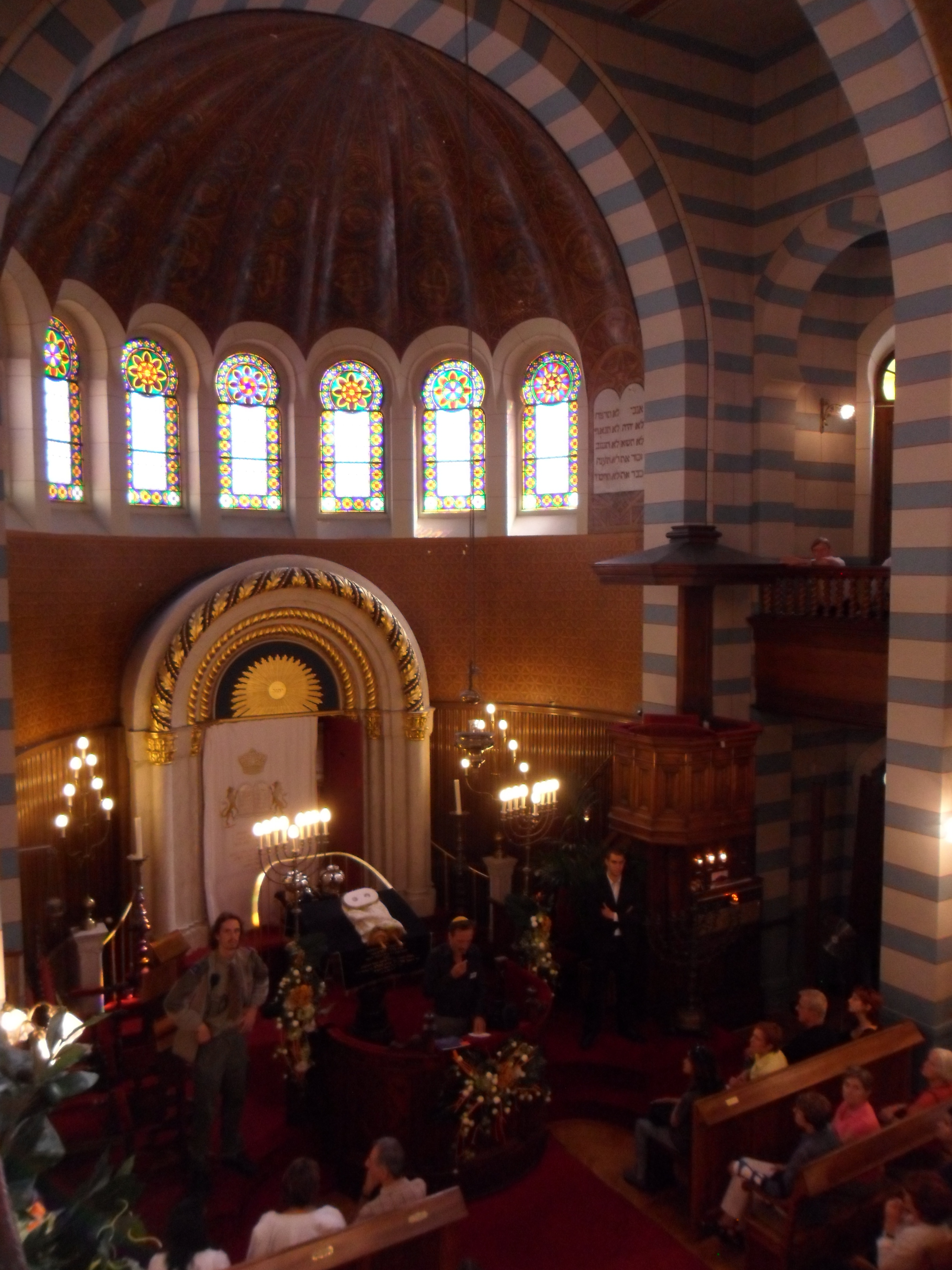
Abside abritant la bimah et l'arche sainte

Par incidence, l'aménagement intérieur de la synagogue est aussi totalement revu. La bimah initialement prévue au centre de la salle et l'arche sainte (armoire contenant les rouleaux saints) sont désormais placés dans l'abside, à l'extrémité orientale de l'édifice. Quant aux bancs, ils sont disposés comme dans les églises chrétiennes. Bien sûr, toutes ces modifications assez tardives ont une conséquence majeure : l'adoption du rite réformé.
Les raisons qui ont conduit à l'adoption du rite réformé sont cependant assez mal connues et reposent essentiellement sur des hypothèses. Les deux styles, traditionnel et réformé, s'opposent effectivement un peu partout en Europe à cette époque. Mais ce n'est pas un élément suffisant, sachant que la communauté israélite a maintenu un projet pour la pratique du rite traditionnel pendant plus de quatre ans. Reste l'arrivée de Joseph Wertheimer, premier grand-rabbin de Genève, un homme proche des thèses libérales du Consistoire central israélite de France qui peut éventuellement expliquer cette nouvelle orientation rituelle. Il utilise en effet une chaire pour ses sermons et se montre un fervent adepte de l'utilisation de l'orgue, deux attributs encore une fois plus habituellement présents dans les églises chrétiennes.
Parmi les autres hypothèses avancées, il y a aussi le fait que l'architecte ou la communauté aient voulu prévoir un édifice un peu plus grand, anticipant peut-être l'arrivée prochaine de nouveaux coreligionnaires. La superficie du terrain ne permettant pas d'élaborer un projet beaucoup plus vaste, cela expliquerait la présence du porche et de l'abside : deux éléments qui, en réalité, ont une incidence beaucoup plus importante sur le volume intérieur de l'édifice que sur le volume architectural extérieur. Le porche offre aussi la possibilité de supporter une galerie supérieure complémentaire pour les femmes dans l'axe de l'édifice, ce qui n'était pas prévu à l'origine. Quant à l'abside, qui renferme la bimah et l'arche sainte, elle permet de dégager la salle principale de tout encombrement et de gagner ainsi de la place.
La synagogue va en effet disposer d'un nombre de places assises bien supérieur au nombre total des membres qui composent la communauté à cette époque. Si l'on s'en tient à cette hypothèse, il est probable que l'adoption du rite réformé découle plus volontiers d'une commodité d'emploi, que de considérations rituelles, pour des raisons purement techniques.

### Construction

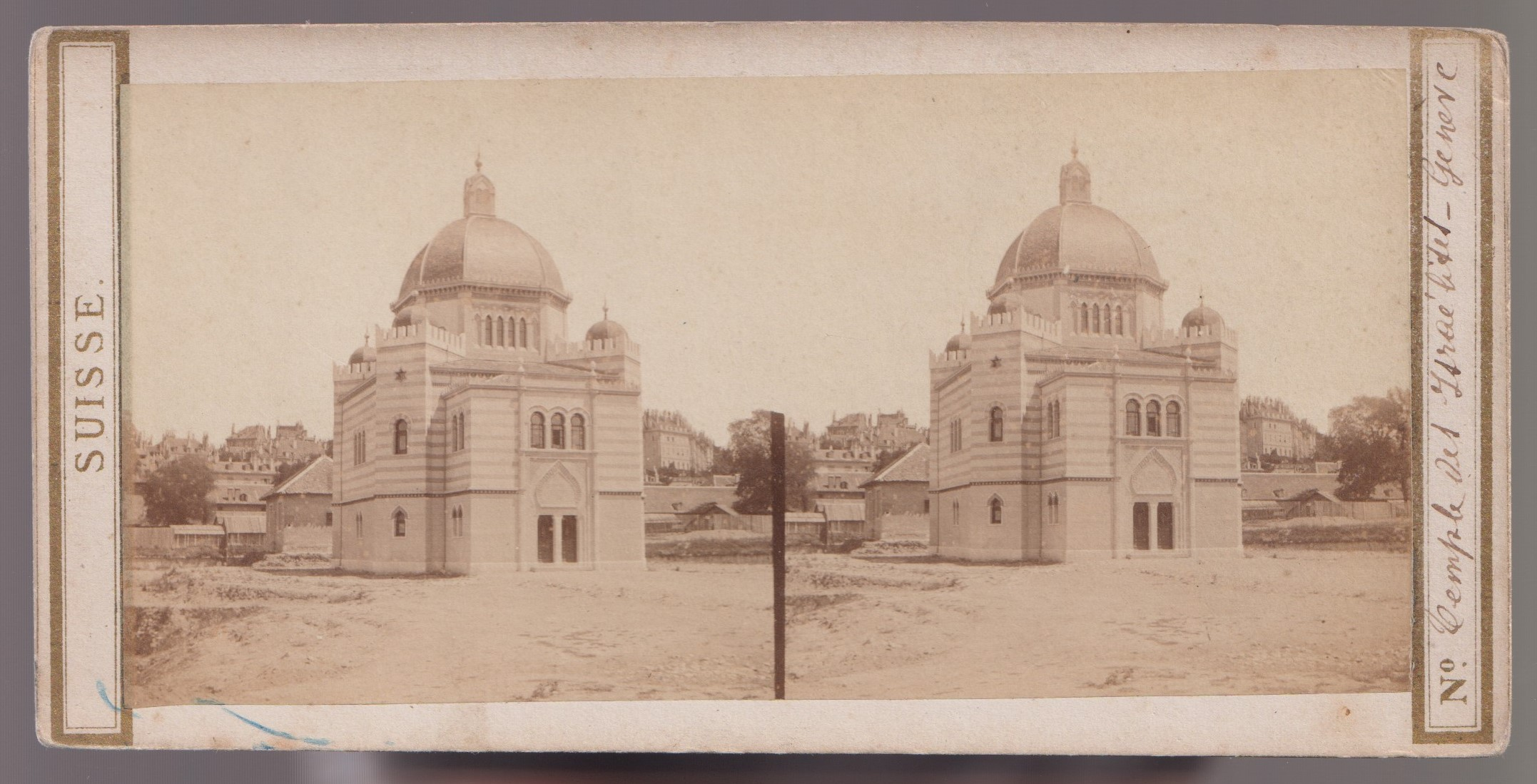
Disque en carton pour stéréoscope avec des photos de la synagogue de Genève, circa. 1860. Dans la collection du musée juif de Suisse.

Les premiers travaux de terrassement débutent en décembre 1857 et la structure est élevée tout au long de l'année 1858. À partir de janvier 1859, ce sont les travaux d'embellissement, de décoration et d'aménagement intérieur qui démarrent. Pour le mobilier, on fait appel à des artisans locaux, alors que les objets spécifiques au culte proviennent de Lyon. Pour les peintures murales, on mandate Jean-Jacques Deriaz, un décorateur en vogue qui s'est illustré par ses réalisations au Conservatoire de musique et au pavillon mauresque de la Villa Bartholoni. Il peint, sur la voûte de la synagogue, un ciel étoilé et s'inspire de l'Alhambra de Grenade pour ornementer la frise et les pendentifs. Si le ton général décline une atmosphère orientale, l'arche sainte située dans l'abside rappelle un style qui est plus volontiers néoroman, avec ses arcs en plein cintre — aux voussures torsadées — qui reposent sur des colonnettes sommées de chapiteaux à feuillages.

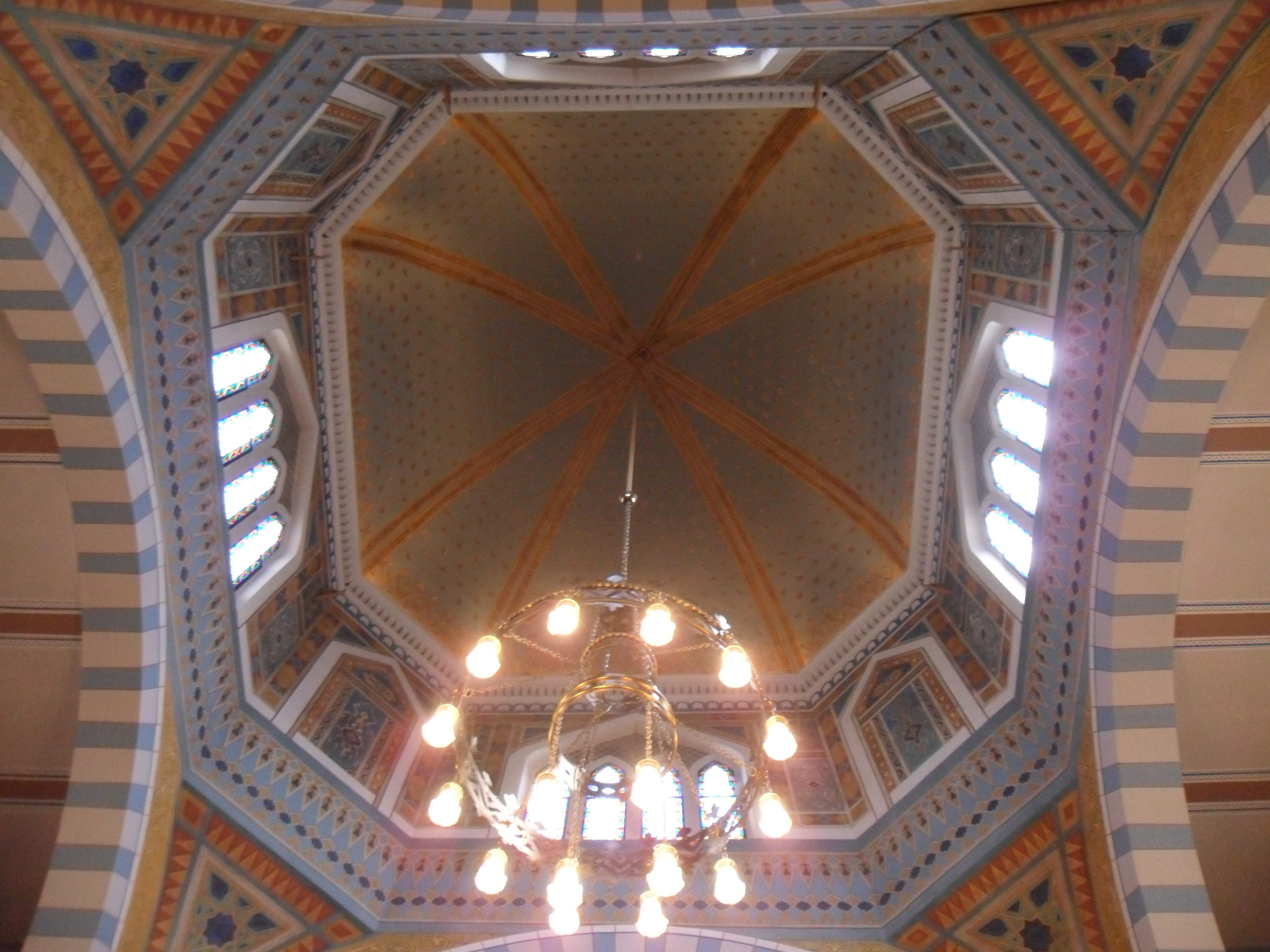
Coupole et son ciel étoilé
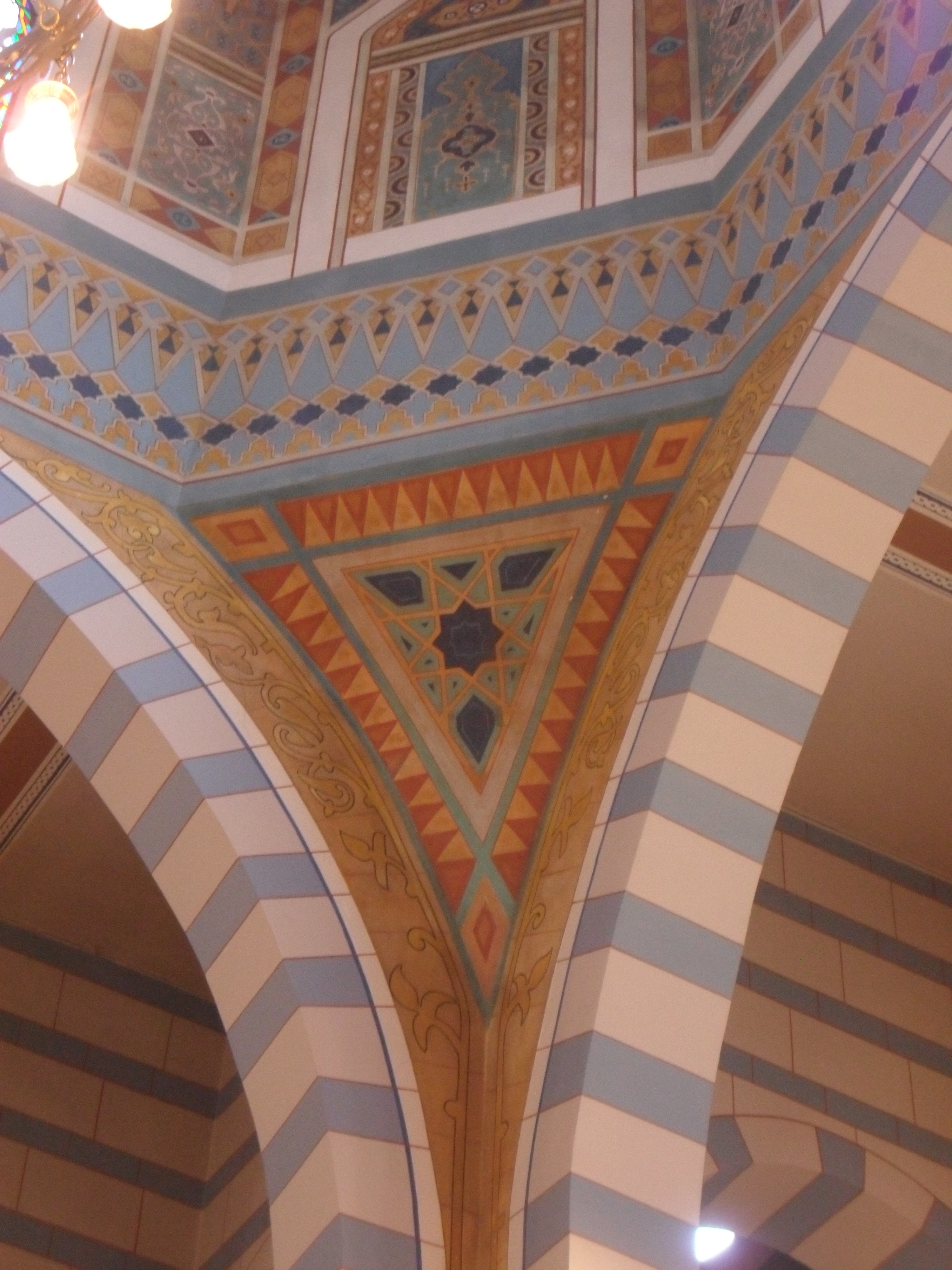
Un des quatre pendentifs sous la coupole
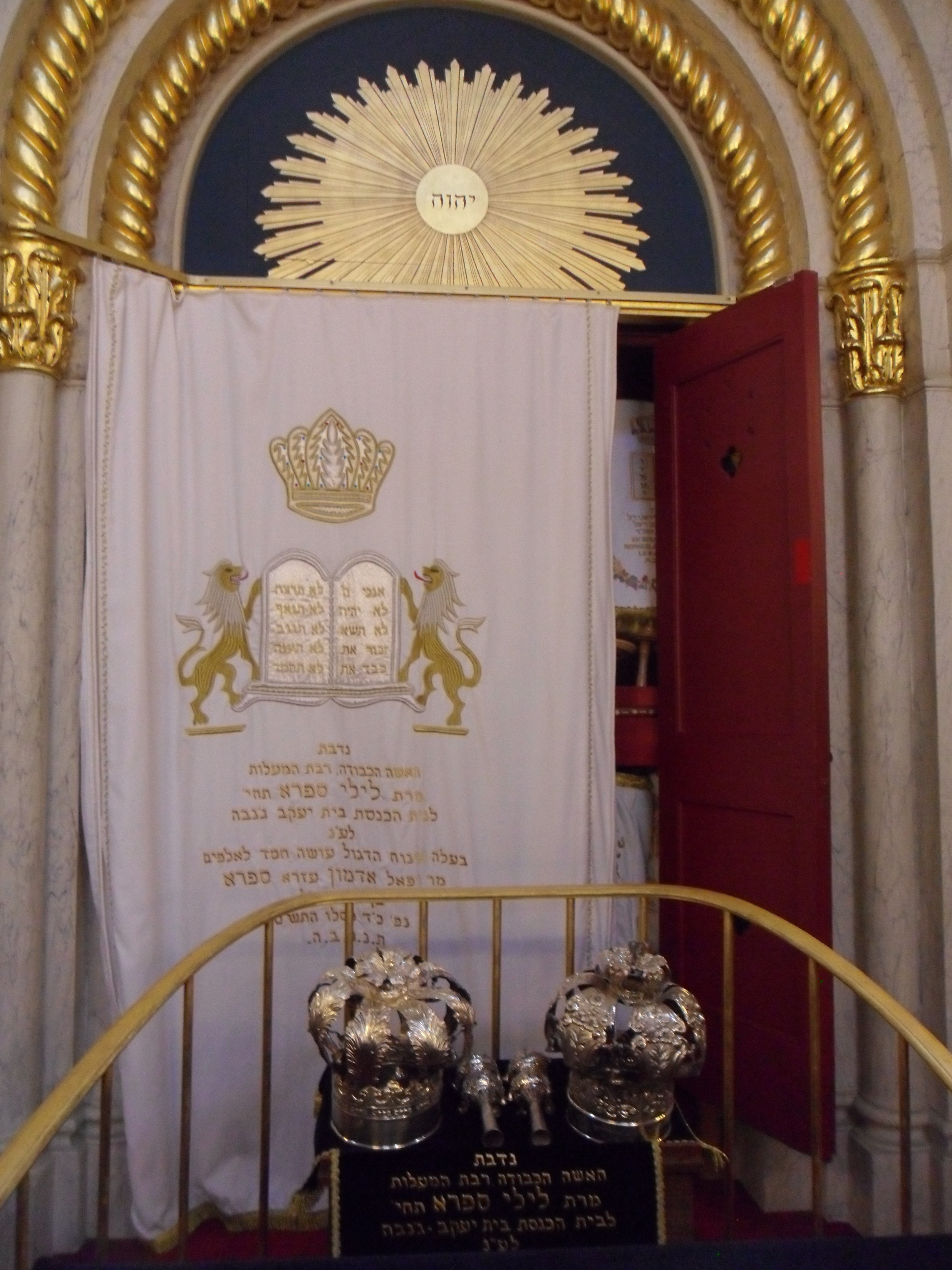
Arche sainte dans l'abside

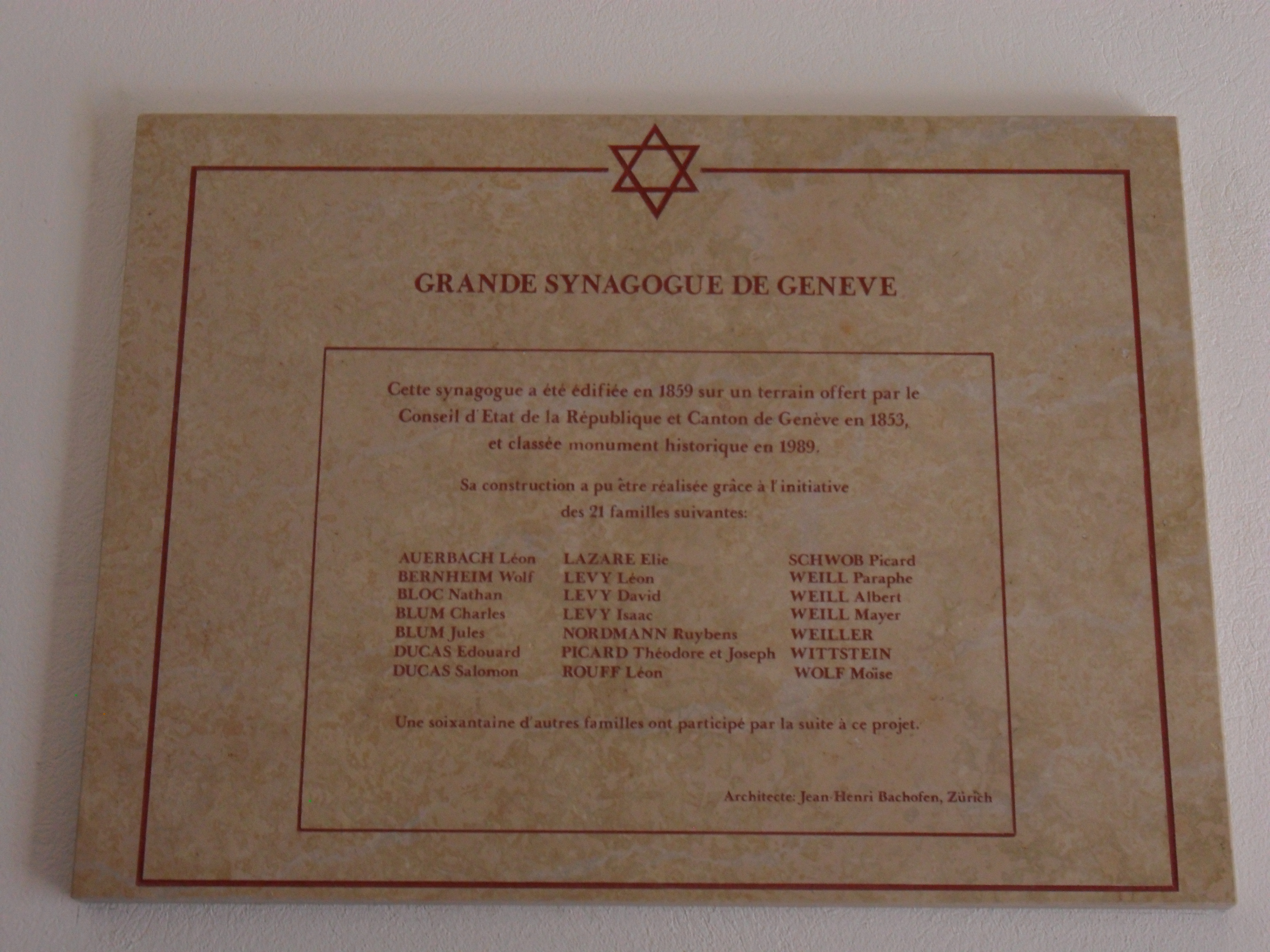
Plaque dans le vestibule dédiée aux familles ayant financé la construction

Les travaux s'achèvent en juin 1859 avec l'établissement d'une grille dessinée sur le modèle de la clôture du Jardin anglais. Le 1er juillet 1859, la synagogue est inaugurée en présence des autorités municipales. Les coûts de réalisation de l'édifice, devisés initialement à 45 000 francs, se montent en définitive à 74 000 francs, une somme relativement coquette pour l'époque, qui doit être assumée durant quelques années par les membres de la communauté israélite. En effet, seules 21 familles avaient répondu favorablement à la souscription initiale, ce qui avait seulement permis de récolter une somme d'environ 15 000 francs.

### Rénovations successives
La Grande synagogue de Genève subit plusieurs rénovations tout au long de son histoire. En 1906, une importante restauration s'impose déjà et concerne essentiellement les installations intérieures : chauffage, électricité, parquet et peintures. Cependant, l'enveloppe extérieure connaît aussi des modifications : abandon des bandes peintes au profit d'une couleur unie et suppression des frises crénelées. L'orgue est aussi restauré : il est même remplacé par un instrument de plus grande dimension, comprenant quatorze jeux répartis sur deux claviers et 18 tuyaux en zinc insérés dans un buffet en noyer.

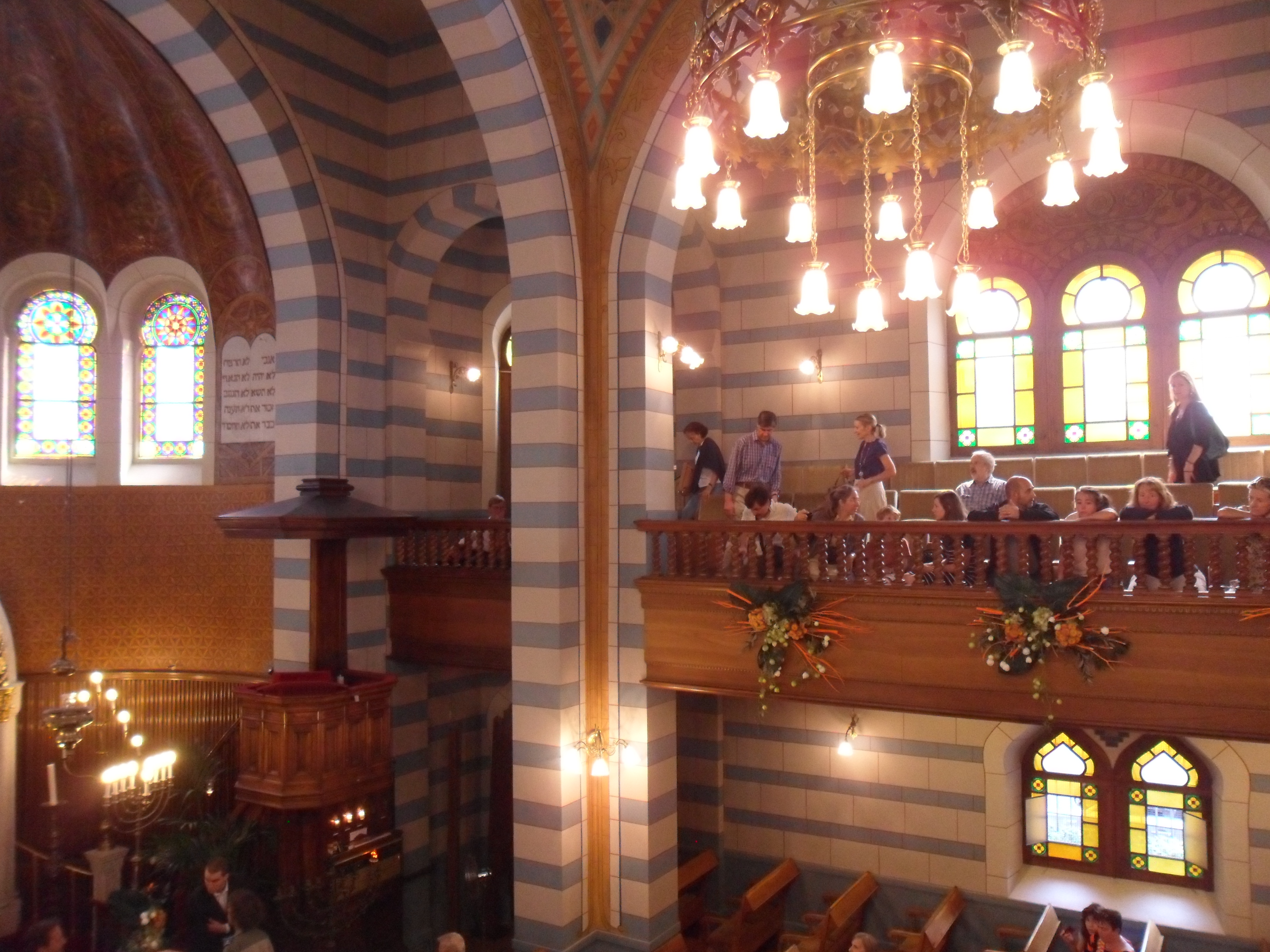
Vue de la terrasse réservée aux femmes

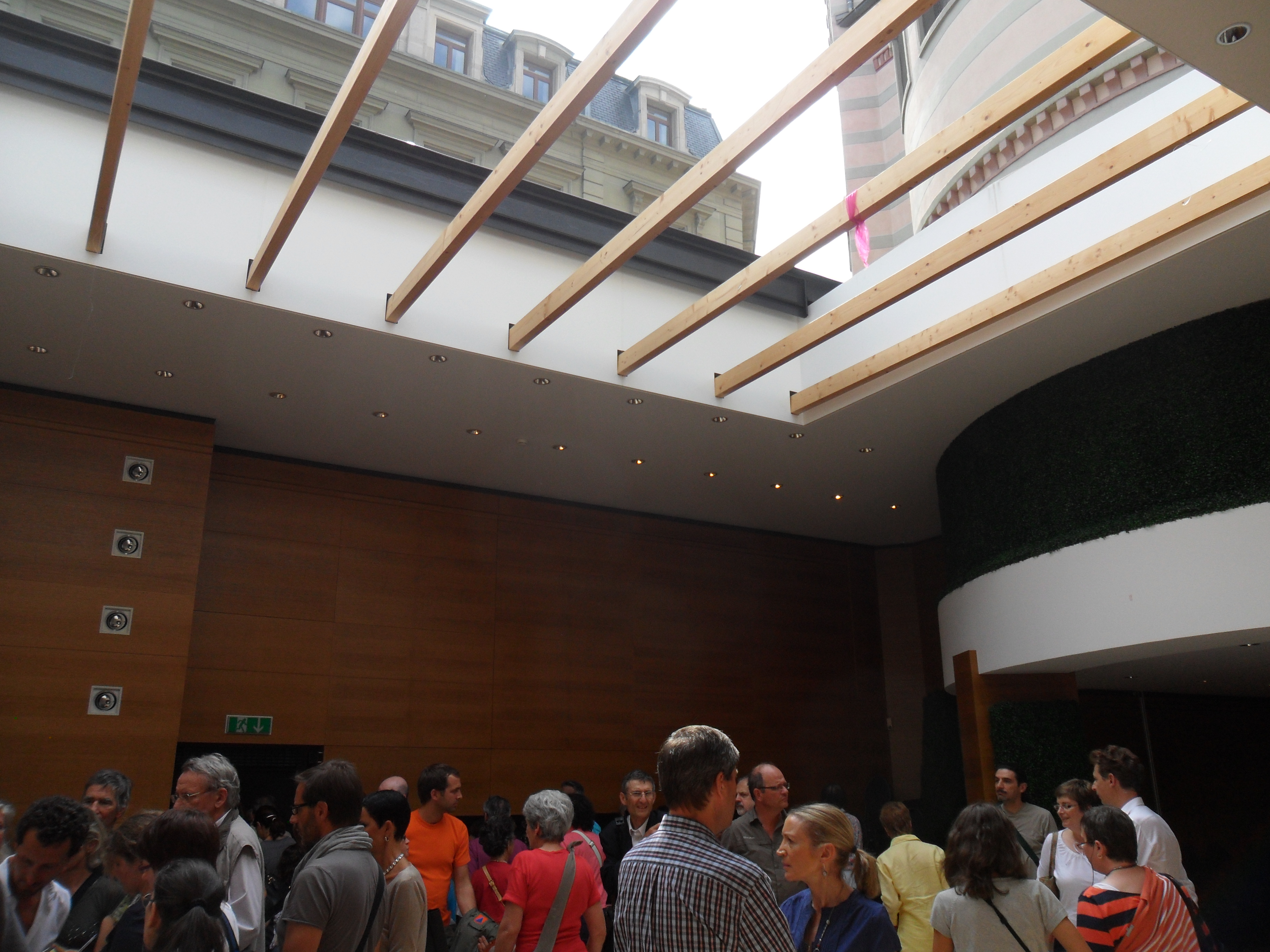
Salle polyvalente et son toit ouvrant

En 1936, les façades font peau neuve et se dotent d'un revêtement à base de crépi. La pierre de taille subit un ravalement et les assises en molasse laissent la place à une dizaine de mètres cubes de pierre de Savonnières. Enfin, les galeries supérieures des femmes sont légèrement agrandies.
En 1955, d'importants travaux sont engagés. Le porche est élargi, ce qui permet à la fois la création de nouveaux escaliers intérieurs et la récupération, au-dessus du vestibule, d'une surface de 50 m2 au bénéfice de la galerie des femmes. Par ailleurs, deux escaliers extérieurs épousant les formes du chœur permettent de créer deux sorties de secours depuis les galeries supérieures. La grande coupole est restaurée mais, curieusement, les quatre petites coupoles coiffant les tours crénelées disparaissent.
En 1979, un volume est adossé au chevet de la synagogue, permettant de créer une salle indépendante pour les réceptions mais aussi pour la célébration des fêtes de Souccot. Le toit de cette salle est amovible, permettant ainsi une ouverture vers le ciel.
En 1990, les travaux se concentrent sur l'étanchéité de la grande coupole mais ce n'est qu'en 1996 que d'importants travaux de restauration sont entrepris sur l'ensemble de l'édifice. La synagogue, qui a subi de nombreuses modifications depuis son érection, a aussi passablement souffert du temps. En dehors des travaux destinés à la modernisation de ses installations, l'idée de lui redonner son aspect, mais aussi sa splendeur d'antan, fait son chemin. La synagogue retrouve donc son parement d'époque, notamment la bichromie des bandes peintes dont les couleurs sont cependant différentes. Les frises crénelées sont à nouveau restituées, tout comme les quatre petites coupoles qui font leur retour sur les quatre tours. À l'intérieur, les peintures murales et autres motifs décoratifs sont entièrement restaurés. Dans le même temps, le grand orgue est démonté pour gagner quelques places et offert au musée suisse de l'orgue à Roche dans le canton de Vaud. C'est à partir de cette date que la Grande synagogue de Genève change de nom et devient la synagogue Beth-Yaacov (« maison de Jacob »).
En 2008, d'importants travaux sont engagés pour la construction d'une nouvelle salle polyvalente. L'ancienne salle de réception est démolie et des travaux d'excavation engagés pour la construction de cet espace dont une grande partie se trouve directement sous la synagogue. Durant les travaux, des vestiges des anciennes fortifications de Genève sont mis au jour et une arche entièrement restaurée ; elle est désormais visible et fait office d'élément décoratif dans la nouvelle salle.
La partie extérieure de cette construction, dans le prolongement de la synagogue, est dotée d'un toit vitré, monté sur une structure métallique, qui s'ouvre vers le ciel grâce à un mécanisme électrique. Cette nouvelle salle est inaugurée à l'occasion de la célébration du 150e anniversaire de la synagogue en 2009.

## Synagogue tournée vers l'extérieur
La synagogue Beth-Yaacov, classée monument historique en 1989, fait désormais partie intégrante du patrimoine architectural et historique de la ville de Genève. Bien qu'en exercice, et donc essentiellement destinée aux activités cultuelles de la communauté israélite de Genève (CIG), elle est ouverte aux visites du public à certaines occasions, notamment chaque année, le premier dimanche du mois de septembre, à l'occasion de la Journée européenne de la culture juive. Elle l'est également à l'occasion des Journées européennes du patrimoine 2012.
Par ailleurs, tout au long de l'année, des visites guidées sont organisées ou peuvent être programmées par l'intermédiaire du département de la culture de la CIG.